# Fountain Indian Reserve 11
Fountain Indian Reserve 11 är ett reservat i Kanada.   Det ligger i provinsen British Columbia, i den sydvästra delen av landet, 3 400 km väster om huvudstaden Ottawa.
I omgivningarna runt Fountain Indian Reserve 11 växer i huvudsak barrskog. Trakten runt Fountain Indian Reserve 11 är nära nog obefolkad, med mindre än två invånare per kvadratkilometer.